# Пушкінська вулиця (Ростов-на-Дону)
Пушкінська вулиця (Пушкінський бульвар) — вулиця в центрі міста, одна з найкрасивіших вулиць Ростова-на-Дону. Тут розташовано багато старовинних будівель, пам'ятників, незвичайних дерев, майстерно оформлених клумб. Вулиця представляється невеликим бульваром посередині. Починається на Доломанівському провулку. До Будьоннівського проспекту бульвар слабкий (1/5 всієї вулиці). До Ворошиловського проспекту бульвар вже займає половину всієї вулиці. Після Ворошиловського проспекту бульвар займає три чверті всієї вулиці. Після вулиці Чехова бульвар займає всю вулицю і вона до самого кінця має статус пішохідної.

## Історія
Вперше офіційно нанесена на план міста в 1870 році. До 1885 року вулиця звалася Кузнецької у зв'язку з масовим розташований кузень уздовж її південного боку.
Між вулицями Кузнецкая і Заміська (пізніше — Садова, нині — Велика Садова) розташовувалися сади і Генеральна балка (нині — вулиця Згоди, Малий провулок).
Уздовж північної сторони вулиці на початку-середині XIX століття (тоді ще не знаходиться офіційно на плані міста) простягалася степ.

## Сучасний стан
Пушкінська — одна з найкрасивіших вулиць Ростова-на-Дону. Тут розташовано багато старовинних будівель, пам'ятників, незвичайних дерев, майстерно оформлених клумб.
У 2010 бульварна частина вулиці на ділянці від Театрального проспекту до  Будьоннівського проспекту отримала юридичний статус паркової зони.
У 2011 році почалася реконструкція вулиці, починаючи від Доломановского і до Будьоннівського. У 2014 році на вулиці було встановлено бронзовий пам'ятник Володимиру Висоцькому.